# Sicario (1995)
Sicario é um filme de drama venezuelano de 1995 dirigido e escrito por Joseph Novoa. Foi selecionado como representante da Venezuela à edição do Oscar 1996, organizada pela Academia de Artes e Ciências Cinematográficas.

## Elenco
- Laureano Olivares - Jairo
- Herman Gil - Aurelio
- Néstor Terán - Tigre
- Melissa Ponce - Rosa
- Gledys Ibarra - Carlota
- William Moreno - Aguirre